# Nossivka
Nossivka (en ucraïnès: Но́сівка, pronunciat [ˈnɔs⁽ʲ⁾iu̯kɐ]; en rus: Носóвка) és una ciutat del raion de Nijin, província de Txerníhiv d'Ucraïna. Acull l'administració de la hromada urbana de Nossivka, una de les hromades d'Ucraïna.
Població: 12.908 (2022).
Fins al 18 de juliol del 2020, Nossivka va ser el centre administratiu del raion de Nossivka. El raion va ser abolit el juliol del 2020 com a part de la reforma administrativa d'Ucraïna, que va reduir el nombre de raions de l'oblast de Txerníhiv a cinc. L'àrea del Raion de Nossivka es va fusionar amb el Raion de Nijin.

## Persones notables
- Roman Rudenko, advocat soviètic, fiscal en cap de l'URSS als judicis de Nuremberg.
- Victoria Spartz, representant dels Estats Units, d'Indiana.

## Galeria

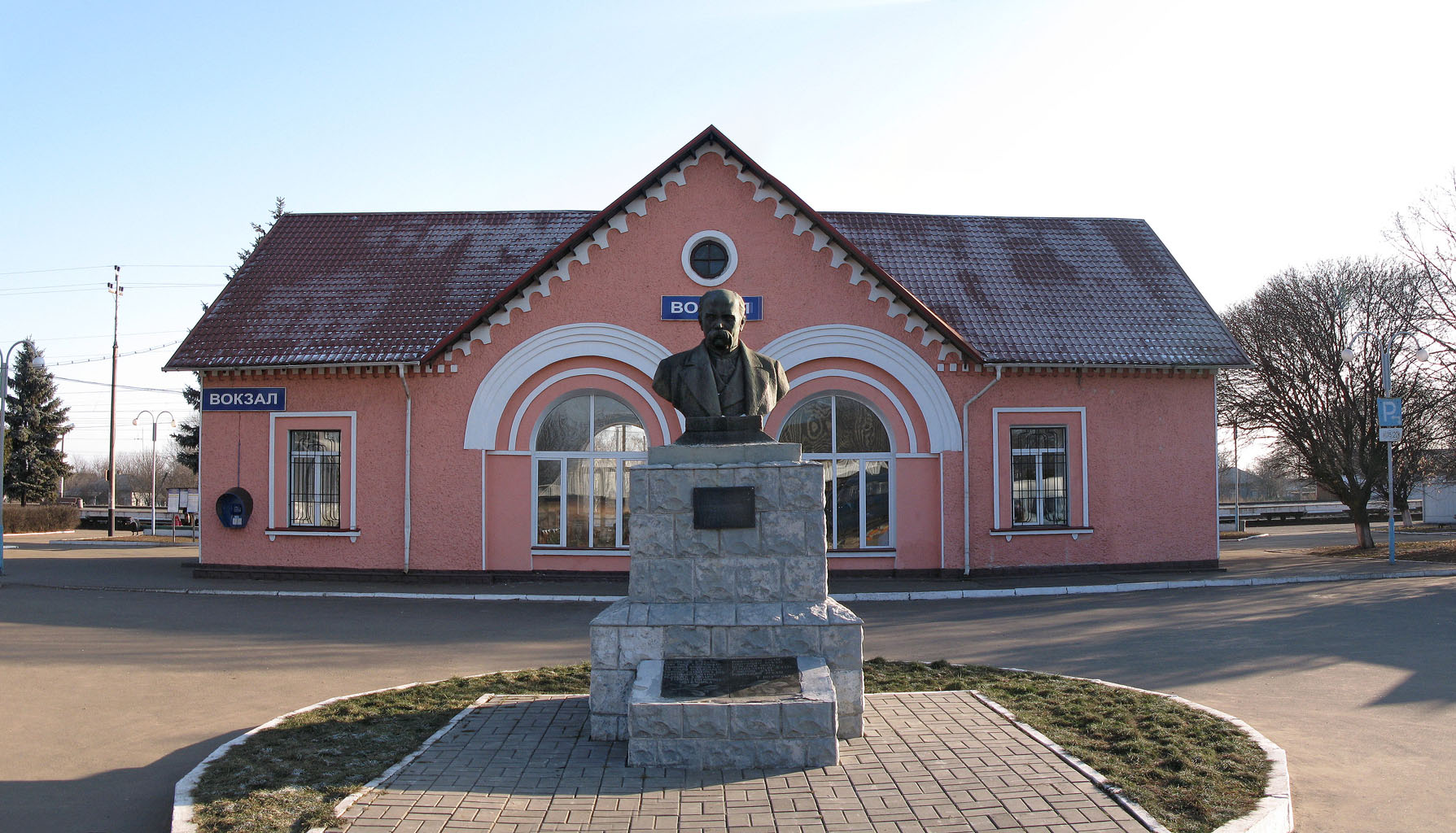
Estació de tren de Nossivka
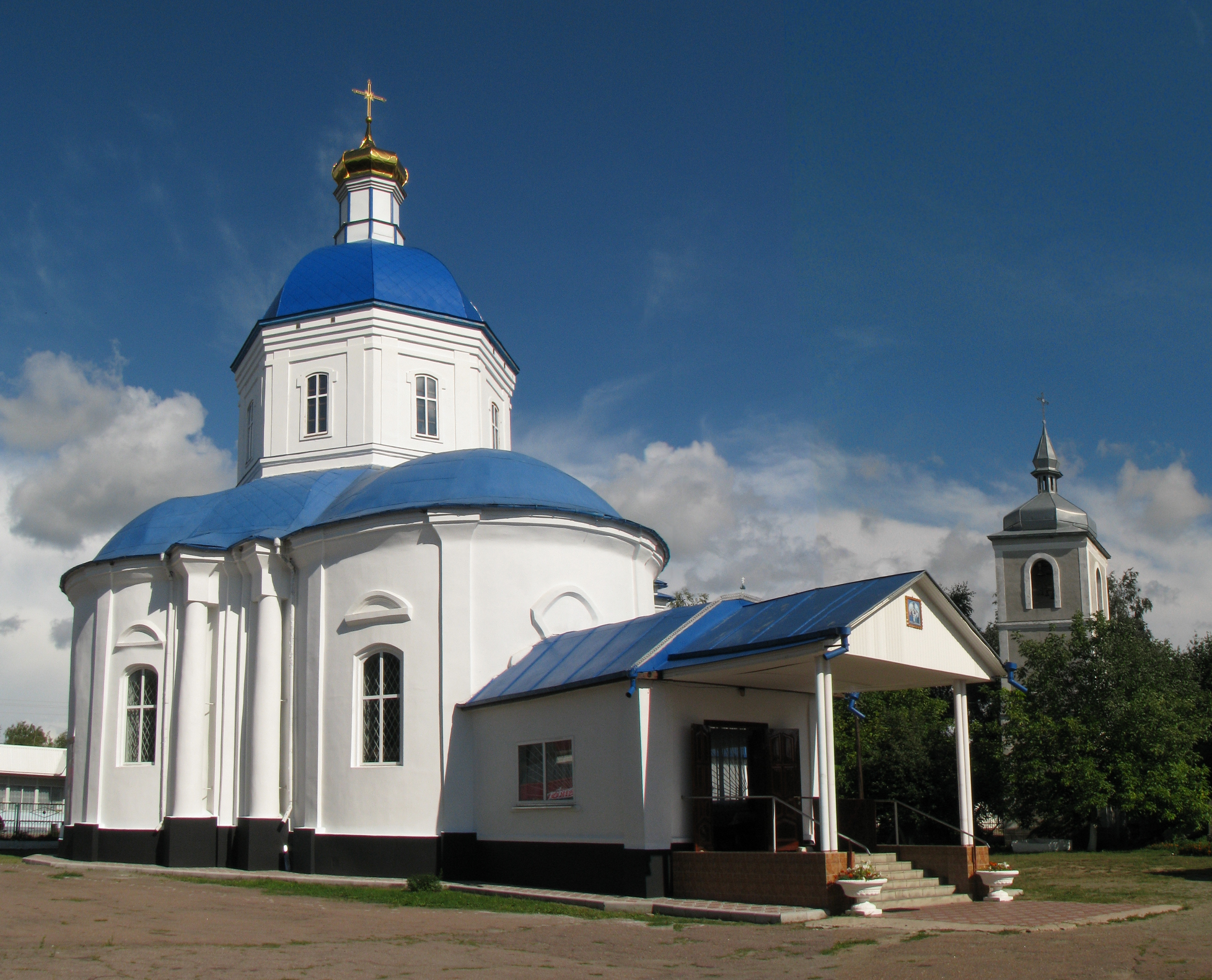
Església de la Trinitat
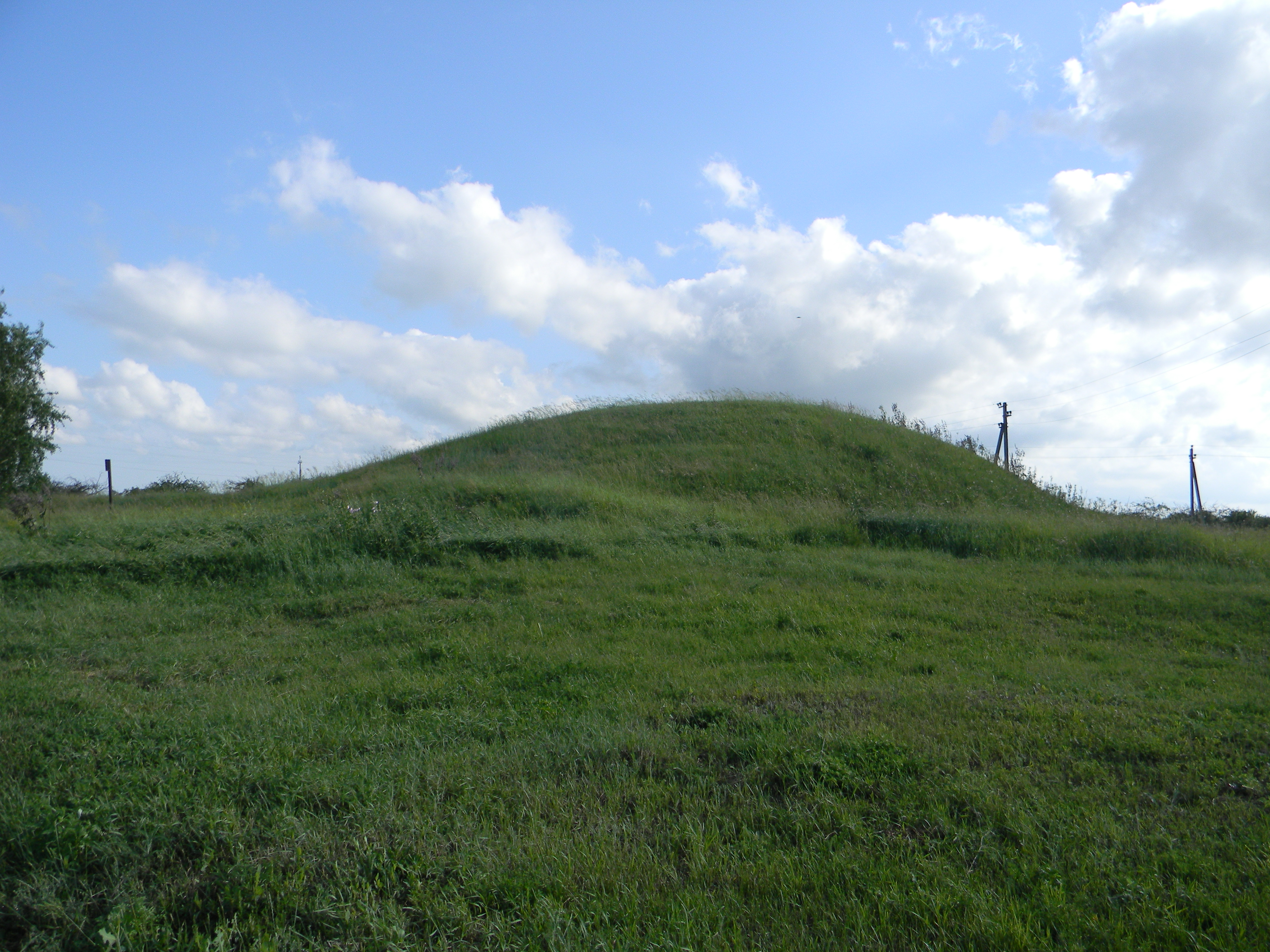
Mota de Shaulina Mohila a Nossivka